# Slaget om Helsingfors
Slaget om Helsingfors var ett slag under finska inbördeskriget som ägde rum den 11–13 april 1918 i Helsingfors, då tyska Östersjödivisionen erövrade staden från de röda. Tyskarna hade landstigit i Hangö en dryg vecka tidigare och avancerade snabbt mot Helsingfors. Under slaget om Helsingfors understöddes de av de vita skyddskårerna, vars deltagande i slaget dock var mycket begränsat. 54 tyskar, 23 vita och cirka 400 röda stupade under slaget och flera tusen röda togs till fånga och internerades.
Den tyske generalmajoren Rüdiger von der Goltz gav order om intagning av Helsingfors torsdagen den 11 april. Första dagen koncentrerades striderna till Esbo och på fredagsmorgonen nådde tyskarna nuvarande Mannerheimvägen och Böle i Tölöviken. Efter intensiva gatustrider kapitulerade de rödas högkvarter i Smolna den 13 april, varefter tyskarna inledde beskjutning av de röda fästena i Broholmen och Hagnäs. Samma dag kapitulerade de röda, men striderna fortsatte ännu till den 14 april då de rödas sista bastioner erövrades.

## Bakgrund
När inbördeskriget bröt ut hade Helsingfors cirka 200 000 invånare, varav en mycket liten del tillhörde den vita skyddskåren eller röda gardet. Staden var i de rödas händer i 11 veckor och under den tiden fortgick livet som normalt; exempelvis höll caféer och restauranger öppet fram till att tyskarna inledde artilleribeskjutningen. Erövringen av Helsingfors hade från de vitas sida ingen större prioritet, då de röda redan hade besegrats i slaget vid Tammerfors några veckor tidigare. De vitas överbefälhavare Gustaf Mannerheim var dock missnöjd över att tyskarna inledde en egen framryckning mot Helsingfors, då han helst önskade erövra staden själv.
Finska folkdelegationen ansåg Helsingfors vara en viktig försvarspunkt gentemot de framryckande tyskarna. Inför slaget hade dock de röda ingen gemensam front, utan bestod av enskilda stridande grupper som tyskarna fick konfrontera en i taget. På grund av detta kom slaget att bestå i gatustrider som medförde att flera byggnader förstördes. Rödgardisternas starkaste fästen var Folkets hus, Svenska Teatern, Smolna, Tilkka militärsjukhus och Åbo kasern i Kampen.

## Stridande

### Tyska Östersjödivisionen

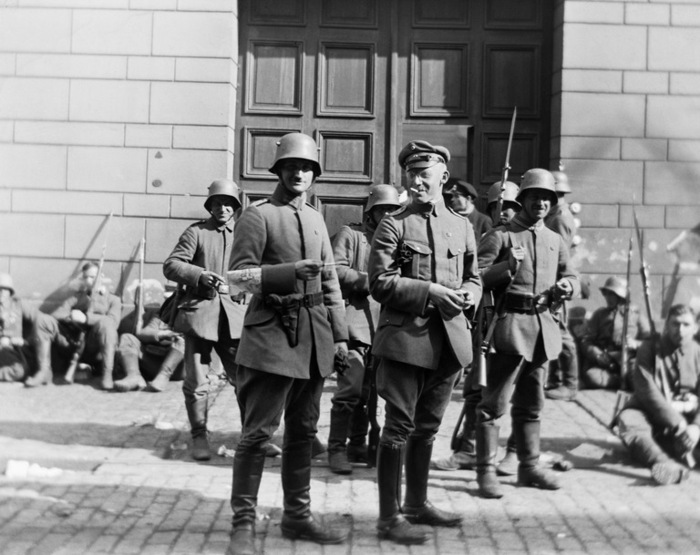
Tyska officerare framför de rödas högkvarter i Smolna.

Generalmajor Rüdiger von der Goltz' Östersjödivision landsteg i Hangö den 3 april. Divisionen bestod av 9 000–10 000 man, varav cirka 6 000 avdelades för att delta i erövringen av Helsingfors. Till de trupper som ansvarade för artilleribeskjutningen av staden hörde 1:a gardesregementet, 4:e jägarbataljonen, Kungliga tyska karbinregementet och enhet Röder, till vilket bland annat cykelkompaniet, artilleribatteriet, informationstrupperna och kurirtrupperna hörde.

### Helsingfors skyddskår
Stora delar av den vita skyddskåren hade lämnat staden strax efter att inbördeskriget inletts och de som fanns kvar bildade i hemlighet ”Helsingfors hvita garde” (Helsingin valkokaarti), vars befälhavare var sekreteraren i Åbo och Björneborgs läns Carl Voss-Schrader. Till det vita gardet värvades borgare och före detta militärer. Under vintern bildade det vita gardet en bataljon på fyra kompanier. Vid tidpunkten för slaget bestod skyddskåren av cirka 2 000 man. Från ryssarna lyckades de vita gardisterna beslagta 1 500 gevär och 11 maskingevär. Skyddskåren kom dock att ha en mycket liten roll i slaget, då den inte kom att erövra något betydelsefullt rött fäste. En hemlig vit skyddskår fanns också i Brändö, varifrån de vita genom radiotrafik kunde kommunicera med senaten som flytt till Vasa.

### Röda gardet

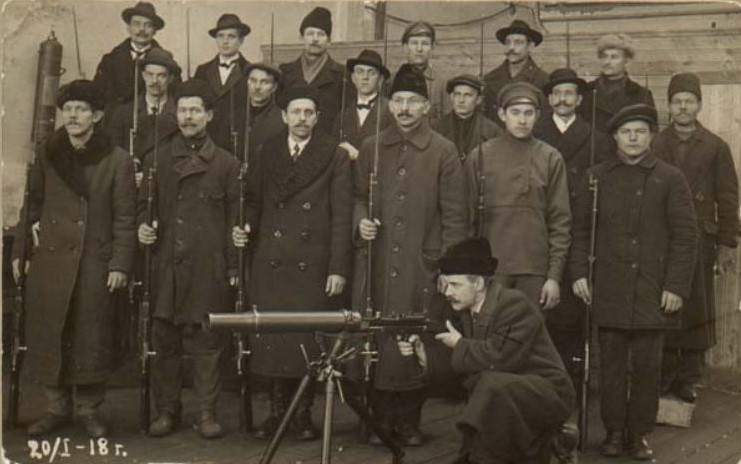
Maskingevärskompaniet vid Helsingfors röda garde i januari 1918.

Finska folkdelegationen hade flytt till Viborg den 9 april, varefter försvaret för Helsingfors överläts åt de civila. På morgonen den 10 april beordrade folkdelegationen att stadens militära och civila administration skulle överlåtas åt milischefen Edvard Nyqvist. Chef för Helsingfors röda gardes 1:a regemente blev Fredrik Edvard Johansson. När tyskarna kom den 11 april bestod det röda gardet av 1 500 man och ytterligare 500 personer deltog på de rödas sida under slaget, men efter slaget kapitulerade sammanlagt 4 000 rödgardister. På de rödas sida deltog också Helsingfors kvinnogarde.

## Strider utanför Helsingfors
På vägen mot Helsingfors kunde tyskarnas Östersjödivision utan motstånd avancera från Hangö till Karis, där de den 6 april konfronterade en röd gruppering. Efter Karis intagning fortsatte tyskarna via Lojo, Nummela, Ingå och Kyrkslätt till Helsingfors. Inför det tänkta slaget om Ingå sändes 300 rödgardister från Helsingfors för att understödja gardet i Ingö, där de röda kapitulerade utan strid. Den 9 april utkämpades strider vid Kyrkslätt, varifrån de röda flydde till Esbo. Efter slaget om Lojo flyttades fronten en vecka senare till Nummela.
I Alberga organiserades en försvarslinje av rödgardister som retirerat dit från Kyrkslätt. Den 10 april gav staben för Helsingfors röda garde order att till försvarslinjen i Alberga skulle det skickas 1 500 man i understöd. Tyskarnas förtrupp nådde försvarslinjen tidigt på morgonen den 11 april och striden började på eftermiddagen. Ganska omgående tvingades rödgardisterna till reträtt och Östersjödivisionen kunde fortsätta mot Helsingfors. På kvällen passerade tyskarna Haga och Lillhoplax, men överraskades av häftig beskjutning i Hoplax, varvid två tyskar stupade. För att undvika fler dödsfall beordrade divisionens befälhavare att framryckningen skulle avslutas klockan 20. Förtrupperna, major Godert von Redens trupper och divisionens stab intog Haga två timmar senare.
Efter slaget vid Alberga, den 12 april, gav von der Goltz order om beskjutning av Helsingfors torg. Röda gardet mobiliserade med hjälp av pansartåg en försvarslinje, men efter fem timmars strid lyckades tyskarna erövra Dickursby järnvägsstation och avancerade därefter mot Malm som också erövrades under kvällen. Efter dessa framryckningar var de rödas järnvägsnät till Helsingfors omnejd kapat, men under striderna om Dickursby lyckades tre tåg med rödgardister bege sig norrut.

## De röda planerar kapitulation
För att undvika onödig blodsspillan önskade de rödas milischef Nyqvist att kapitulera för tyskarna och lät den 10 april sammankalla till flera hemliga möten mellan socialdemokrater och borgare. Samma dag publicerade Työmies ett kapitulationsupprop med underskrifter av bland andra Väinö Tanner, Matti Paasivuori och Hannes Ryömä. Samma kväll sammankallade Nyqvist till ett möte på polishuset och bland deltagarna fanns röda gardesofficerare, Sveriges vice konsul Jansson, Väinö Hakkila och den svenske militärattachén kapten Sigurd af Ekström. Kapten af Ekström levererade tyskarnas kapitulationskrav och mötesdeltagarna framtog en kapitulationskungörelse som undertecknades av Nyqvist, Helsingfors röda gardes 1:a regementes befäl Johansson och Folkets hus kommissarie Robert Hurskainen. Kungörelsen skickades till tryckeriet, men en grupp rödgardister förhindrade att den trycktes och beordrade att dess undertecknare skulle gripas.
Följande dag telegraferade folkdelegationens ordförande Kullervo Manner från Viborg och förbjöd Helsingfors att godkänna en ovillkorlig kapitulation. På eftermiddagen den 11 april förhandlade af Ekström hos tyskarna i Alberga och ett möte samlades i Statsrådsborgen, där 80–100 rödgardister närvarade. Folkkommissarie Antti Kiviranta kom från Viborg och höll ett tal för de församlade, där han menade att det endast var på väg 400 vita från Hangö och att huvuddelen av dessa hade blockerats längs vägen mot huvudstaden.

## Striderna i Helsingfors

### Kampen om centrum

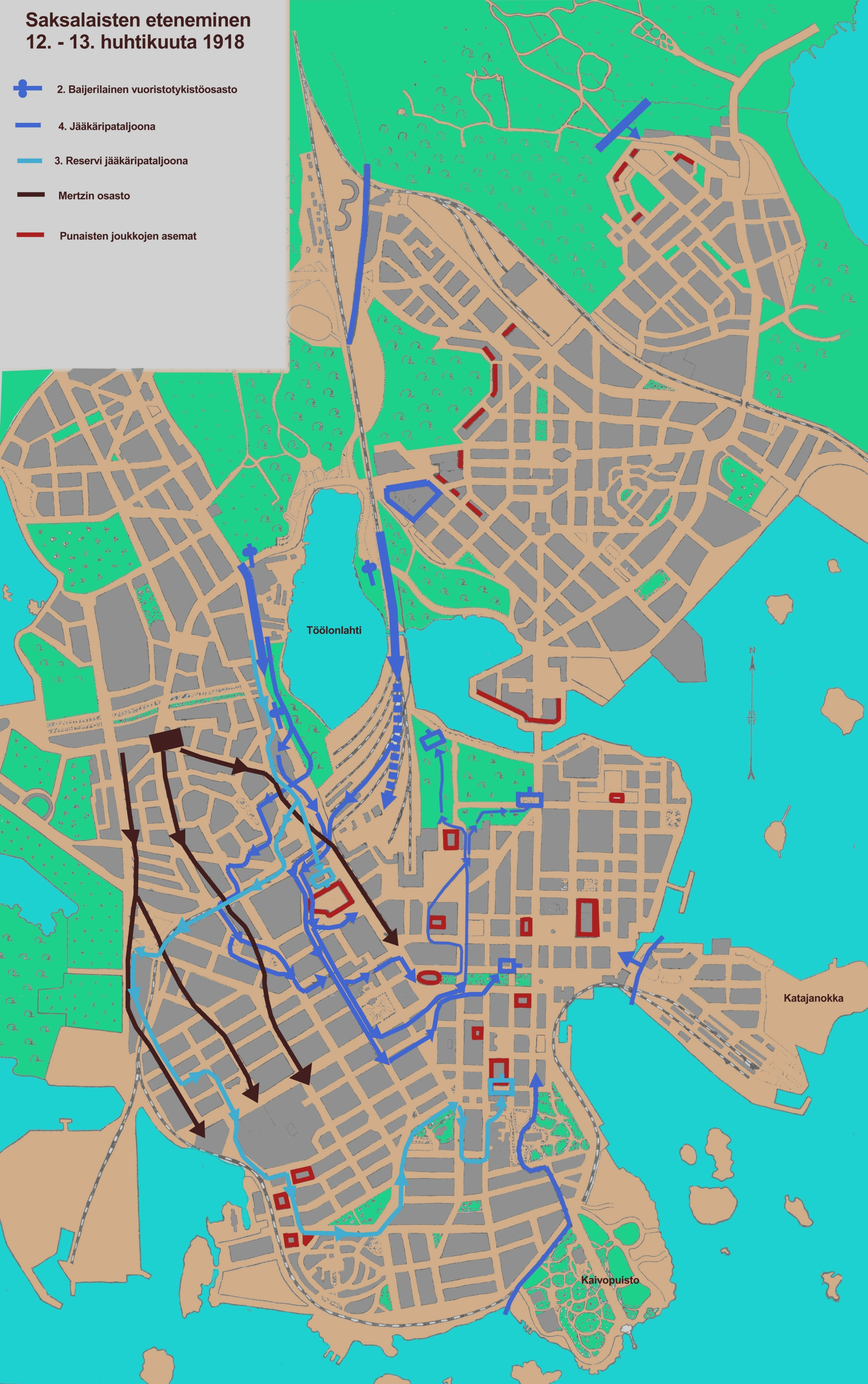
Översiktskarta över erövringen av Helsingfors. De tyska förbandens framryckning visas i svart och blått, medan de rödas försvarsställningar är markerade i rött.

Natten till den 12 april övernattade tyskarna i Alberga, Kånala och Hoplax. Kungliga tyska karbinregementet inkvarterades i Hoplax, liksom tyska arméstaben. Artilleribeskjutningen av centrum inleddes klockan 5 på morgonen den 12 april. Ett jägarkompani skickades till Munksnäs och övriga trupper gick mot nuvarande Mannerheimvägen. Röda trupper upptäcktes vid Tenholavägen och Tilkka militärsjukhus och klockan 6 besköts de av tyskt artilleri.
Två timmar senare fick ett kompani ur 4:e jägarbataljonen order att beskjuta Meteorologiska institutet vid Ilmala järnvägsstation. Tilkka erövrades efter hårda strider, men tyskarna kunde bara avancera en halv kilometer då de röda gjorde motstånd vid korsningen Mannerheimvägen-Pihlajatie. På grund av den skogbevuxna och klippiga terrängen kunde artilleri inte användas och en tilltagande dimma komplicerade observationerna. Klockan 10 tvingades de röda ändå att ge upp och tyskarna riktade sin beskjutning mot Böle. Vid middagstid anslöt sig enhet Röder och klockan 13 kunde Böle järnvägsstation intas. Efter middagstid anslöt sig skyddskåren till de stridande och fler vita anslöt sig under eftermiddagen. Tyskarna nådde Helsingfors centrum genom Tölö. De röda hade bränt broarna mellan Alberga och Munksnäs, varför tyskarna inte kunde ta sig över där. En avdelning ur ryska flottan hade under de senaste dagarna varit ankrad utanför Helsingfors, men fartygen gav sig iväg dagen innan tyskarna inledde artilleribeskjutningen.

### Gatustriderna
Klockan 13.30 nådde tyskarna Nordenskiöldsgatan och vid samma tidpunkt inledde vita gardet sin eldgivning. När tyskarna marscherade fram längs gatorna uppslöts ett stort antal civila som skänkte blommor, te, kaffe och fikabröd. De röda som togs till fånga av tyskarna överräcktes åt skyddskåren. Klockan 16 nådde tyskarna Riksmuseet och Glaspalatset. Därefter fortsatte marschen genom Kampen längs Fredriksgatan mot Svenska Teatern, dit tyskarna kom klockan 17.30. Teatern var en av de rödas starkaste fästen och efter beskjutning av byggnaden kapitulerade de kvarvarande 12 rödgardisterna.
Kejserliga flottan hade redan intagit Gråhara och klockan 19 på kvällen landsteg närmare 400 tyska kustjägare på Skatudden som erövrades. Därefter var bara Kronohagen och Smolna i de rödas händer, då de 80 rödgardister som försvarat Åbo kasern kapitulerade när tyskarna med strålkastare belägrade byggnaden. På morgonen den 13 april öppnade kejserliga flottan eld mot de röda fästena på Södra och Norra hamnen och efter intensiva strider kapitulerade klockan 7 de kvarvarande drygt 500 rödgardisterna i högkvarteret i Smolna. Enligt den vedertagna historieskrivningen skulle högkvarteret ha kapitulerat villkorslöst, men enligt de rödas efterlämnade memoarer hade de lovats att tillfångatas vid liv. Artilleribatteriet på Tölövikens strand fortsatte sin beskjutning mot Broholmens arbetarstadsdel, varvid tornet till Folkets hus tog brand strax före klockan 11.
Klockan 14 hissades en vit flagga i tornet till Berghälls kyrka som markerade de rödas kapitulation. De sista röda kapitulerade 6.30, men det fanns fortfarande kvar beväpnade grupperingar som inte kapitulerade förrän följande dag. Sammanlagt kapitulerade cirka 4 000 rödgardister i Helsingfors, men senare har det hävdats att närmare 8 000 skulle ha tillfångatagits. Alla som tillfångatogs tillhörde inte det beväpnade röda gardet.

### Tyska segerparaden

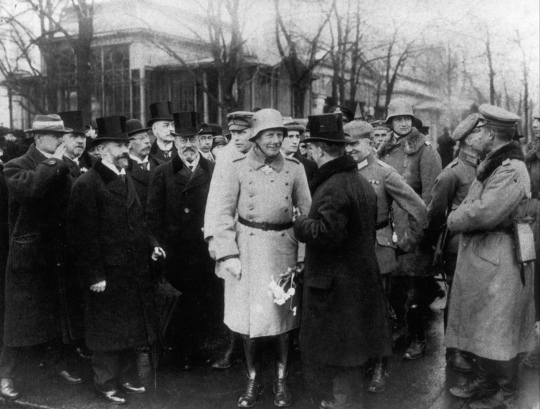
Senator Onni Talas välkomnar generalmajor Rüdiger von der Goltz

Generalmajor von der Goltz lät hålla en egen segerparad den 14 april. Detta skedde efter att tyskarna på en halv dag hade marscherat från Tölö till Helsingfors. Först kom kavalleriet, sedan en orkester och en bil omgiven av 20 hästar. I bilen satt von der Goltz, landshövding Bruno Jalander och borgmästare Johannes von Haartman. Trupperna marscherade till Senatstorget, där senatorerna Onni Talas och Otto Stenroth höll tacktal till tyskarna. Paraden fortsatte sedan till Esplanadparken, där tyskarna förenades med vita gardet. Efteråt hade de tyska officerarna en egen fest på Hotell Kämp.

## Efterspel
Ledningen för röda gardet flydde efter slaget till Riihimäki, där gardets personal underställdes målaren Efraim Kronqvist. Tyskarna intog Klövskog den 19 april, varefter en framryckning inleddes mot Tavastehus. Under slaget stupade 54 tyskar och 23 vita gardessoldater och 200 tyskar dog mellan landstigningen i Hangö och erövringen av Helsingfors. Cirka 400 rödgardister stupade, varav uppemot 50 arkebuserades av tyskarna i Hoplax. Förmodligen utfördes huvuddelen av avrättningarna av skyddskåren, då de skjutna var selektivt utvalda personer ur gardet och arbetarrörelsen som tyskarna inte kunnat ha känt till. Hur många kapitulerade rödgardister som avrättades efter slaget är inte känt. Stupade tyskar och 16 skyddskårister begravdes i Gamla kyrkoparken och de röda på Malms begravningsplats.

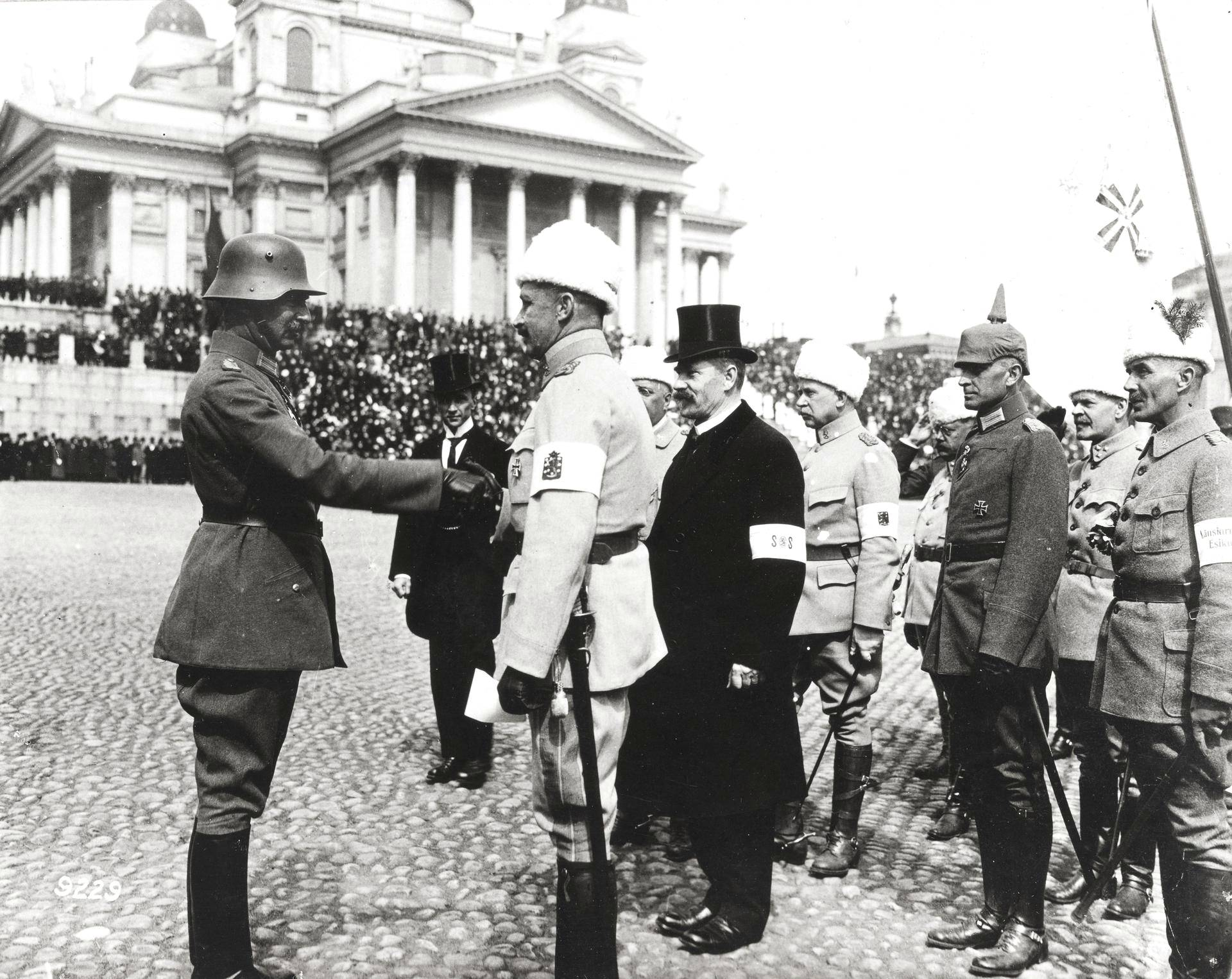
von der Goltz (till vänster) och Mannerheim hälsar på varandra på Senatstorget efter Mannerheims intåg och segerparad i huvudstaden den 16 maj 1918. Den finska senatens ledare Pehr Evind Svinhufvud står till höger om Mannerheim.

Den 16 maj 1918 tågade Mannerheim i spetsen för sin armé in i Helsingfors och höll en segerparad där. På Senatstorget mottogs han bland annat av von der Goltz och den finska senatens ledare Pehr Evind Svinhufvud.

### Minnesmärken och jubileer
I Gamla kyrkoparken finns två minnesmärken, ett över de stupade tyskarna av Gunnar Finne och Johan Sigfrid Sirén och ett över de stupade vita av Erik Bryggman och Elias Ilkka. Minnesmärken över tyskarna finns också i Majstad, Alberga, Södra Haga och vid Helsinge kyrka. Ett annat minnesmärke finns på Observatorieberget. 1970 uppfördes ett minnesmärke på Djurgården. Minnesmärken över de röda finns på Malms begravningsplats, på Sandkulla, Sandhamn och Norra Haga.
Ett 20-årsjubileum hölls i Helsingfors den 14 april 1938 och Rüdiger von der Goltz anlände till Södra hamnen med fartyget S/S Ilmatar och mottogs av ett hederskompani. Von der Goltz och Mannerheim deltog sedan i en minnesstund på Gamla kyrkoparken och paraden avslutades framför tusentals åskådare på Senatstorget.